# Гастон I (виконт Беарна)
Гастон I (фр. Gaston, баск. Gaston; умер около 984 года) — виконт Беарна с ок. 940 года, сын виконта Сантюля II.

## Биография
Известно о Гастоне очень мало. Он наследовал в Беарне своему отцу около 940 года.
В недатированной дарственной хартии о пожертвовании виллы в Бордо он назван сыном Сантюля (II). Также Гастон упомянут в недатированной дарственной хартии, данной герцогом Гаскони Гильомом Саншем монастырю Сен-Винсент-де-Люк.
Аббат Монлезён в своей «Истории Гаскони» сообщает, что Гастон в составе армии герцога Гильома Санша, вассалом которого он был, участвовал в битве при Таллере против норманнов.
Умер Гастон около 984 года.

## Брак и дети
Имя жены Гастона I неизвестно. Единственный сын от этого брака:
- Сантюль III (ум. ок. 1004), виконт Беарна с 984, виконт Олорона с 1002[1]